# Acsa
Acsa es un pueblo húngaro perteneciente al distrito de Vác, condado de Pest.

## Superficie
Cuenta con una superficie de 26,94 km².

## Demografía
Hasta 2024 la población era de 1291 habitantes, con una densidad de población de 47,92 hab/km².
| Gráfica de evolución demográfica de Acsa entre 2020 y 2024 |
|                                                            |
| Datos según la Oficina Central de Estadística de Hungría.  |